# Oleksandr Kostyljew
Oleksandr „s1mple“ Kostyljew (ukrainisch Олександр Костилєв, auch Alexander Kostyliev oder kurz Sasha; * 2. Oktober 1997) ist ein ukrainischer Counter-Strike Spieler. Er spielt momentan für die Organisation BC.Game Esports.

## Karriere
Oleksandr „s1mple“ Kostyljew trat erstmals 2013 mit dem ukrainischen Team LAN DODGERS in Erscheinung. Am 1. Februar 2014 wurde Kostyljew von der ESL wegen Cheatings (nach eigener Aussage im Spiel Counter Strike 1.6) bis zum 1. Februar 2016 gebannt. Nach weiteren Stationen bei kleineren Clans schaffte er im September 2014 den Schritt zu einem Top-Team, als ihn die Organisation HellRaisers unter Vertrag nahm. Mit diesem Team nahm er bei seinem ersten großen Turnier, der Dreamhack Winter 2014 teil. Der anhaltende Bann der ESL vor der ESL One Katowice 2015 und rassistische Äußerungen gegenüber Deutschen, wofür sich Kostyljew später entschuldigt hatte, waren Gründe, warum der Vertrag mit den HellRaisers Anfang 2015 wieder aufgelöst wurde.
Anfang Februar 2015 wechselte er zu dem ukrainischen Team FlipSid3 Tactics. Allerdings musste er aufgrund seiner Sperre bei ESL Events oft von anderen Spielern ersetzt werden. Schon im Juni 2015 verließ er das Team trotz laufenden Vertrages wieder und gab bekannt, dass er sich zurückziehen wolle. Diese Aussage revidierte er aber schon einige Tage danach und spielte, trotz weiterhin bestehenden Vertrages, für die Teams Evolution, Worst Players und HellRaisers. Im Oktober 2015 wurde der Vertrag zwischen FlipSid3 und Kostyljew aufgelöst.
Zu Jahresbeginn 2016 zog Kostyljew in die Vereinigten Staaten. Nachdem der Team-Liquid-Spieler Spencer „Hiko“ Martin bereits als Ersatz für Liquid beim ESWC 2015 auftrat, gab Liquid am 2. Januar 2016 die Verpflichtung von Oleksandr „s1mple“ Kostyljew bekannt. Mit Team Liquid erreichte er die Teilnahme an der MLG Major Championship: Columbus 2016. Nachdem Liquid im Halbfinale ausgeschieden war, spielte er im, vor dem Finale ausgetragenen, All-Stars-Match für das All-Stars Team Amerika gegen das All-Stars Team Europa. Durch den Halbfinaleinzug auf dem MLG-Major qualifizierte sich Liquid für die ESL One Cologne 2016. Liquid spielte sich auch in diesem Turnier ins Halbfinale und traf dort auf das schwedische Team fnatic. Nach einem Sieg auf der Map Cobblestone erledigte Kostyljew auf der Map Cache in einer 1-gegen-2-Situation die verbleibenden zwei Gegner ohne Zoom, der erste Kill noch springend, mit der AWP. Der Spielzug wurde auf der Map Cache von Valve mit einem permanenten Graffiti auf Cache geehrt. Liquid gewann das Halbfinale, schied dort aber gegen SK Gaming aus.
Von August 2016 bis Oktober 2023 spielte Kostyljew für die ukrainische Organisation Natus Vincere. Bereits im ersten Jahr mit dem Team gewann er die ESL One New York 2016 im Oktober 2016 und erreichte einen 3.–4. Platz beim Epicenter 2016. Einer seiner größten Erfolge in den folgenden Jahren war der Halbfinaleinzug beim Eleague Major: Boston 2018. Aufgrund seiner starken individuellen Leistungen wurde er 2016 von HLTV als viertbester Spieler des Jahres ausgezeichnet.
Im ersten Major 2017, dem ELEAGUE Major: Atlanta 2017, schied er im Viertelfinale gegen den späteren Sieger Astralis aus. Nach einigen folgenden Play-off-Einzügen, erreichte er und sein Team überraschenderweise nur der 12.–14. Platz im PGL Major Kraków 2017. Das Jahr beendete er mit einem Sieg bei der DreamHack Open Winter 2017 gegen Mousesports. Erneut wurde er mit dem achten Platz in die Liste der zwanzig besten Spieler des Jahres von HLTV gewählt.
Das Major des folgenden Jahres, dem ELEAGUE Major: Boston 2018, beendete er auf dem 3.–4. Platz. Darauf folgten einige gute Ergebnisse mit einem zweiten Platz in der StarLadder & i-League StarSeries Season 4, der DreamHack Masters Marseille 2018 und Siegen bei der StarSeries & i-League CS:GO Season 5, CS:GO Asia Championships 2018 und der ESL One: Cologne 2018. Das Major FACEIT Major: London 2018, beendete er mit einer Niederlage gegen Astralis auf dem zweiten Platz. Das Jahr beendete er mit seinem Team mit einem Sieg bei der BLAST Pro Series: Copenhagen 2018 und zweiten Plätzen im EPICENTER 2018 und in der BLAST Pro Series: Lisbon 2018. Zudem wurde er als bester Spieler des Jahres 2018 von HLTV ausgezeichnet.
2019 begann für ihn und sein Team mit einem Halbfinaleinzug im IEM Major: Katowice 2019. Anschließend gewann er die StarSeries & i-League CS:GO Season 7 im Finale gegen Fnatic. Das zweite Major des Jahres, dem StarLadder Berlin Major 2019, beendete er auf dem 5.–8. Platz. Trotz weniger Teamerfolge im Jahr 2019 wurde er zum zweitbesten Spieler des Jahres ausgezeichnet.
2020 begann er mit seinem Team mit einem 2. Platz in der ICE Challenge 2020 und einem Sieg in der Intel Extreme Masters XIV - World Championship. Anschließend folgten zweite Plätze in der ESL Pro League Season 12: Europe und der Intel Extreme Masters XV - Beijing Online: Europe. Zudem erreichte er den 3.–4. Platz in der Intel Extreme Masters XV - Global Challenge und den 4. Platz in der ESL Pro League Season 11: Europe, der DreamHack Masters Spring 2020: Europe, den BLAST Premier: Spring 2020 European Finals und im BLAST Premier: Fall 2020. Erneut erreichte er den zweiten Platz in der Liste der zwanzig besten Spieler.
Das folgende Jahr startete dominant mit Siegen im BLAST Premier: Global Final 2020, der DreamHack Masters Spring 2021, dem StarLadder CIS RMR 2021, der Intel Extreme Masters XVI - Cologne und der ESL Pro League Season 14. Dank dieser zahlreichen Teamerfolge gewann er die dritte Ausgabe des Intel Grand Slams. Als Favorit gewann er erstmals das folgende Major, das PGL Major Stockholm 2021, mit einem 2:0-Sieg gegen G2 Esports. Nach dem Erfolg im Major gewann er außerdem das BLAST Premier: Fall Finals 2021 und das BLAST Premier: World Final 2021. Wie auch bereits 2018 wurde Kostyljew zum besten Spieler des Jahres von HLTV ausgezeichnet. Im Dezember 2021 erhielt er seinen eigenen Skin, wurde Champion in Raid: Shadow Legends.
2022 gewann er das Blast Premier: Spring Finals 2022. Überdies erzielte er den zweiten Platz im PGL Major Antwerp 2022 und der IEM Cologne 2022 nach Niederlagen gegen den Faze Clan. Zudem erreichte er das Halbfinale bei der IEM Katowice 2022. Im zweiten Major des Jahres, dem IEM Major: Rio 2022, schied er im Viertelfinale nach einer Niederlage gegen FURIA Esports aus. Nach zwei MVP- und fünf EVP-Awards im Jahr 2022, wurde er erneut als bester Spieler des Jahres von HLTV ausgezeichnet.
2023 erreichte Kostyljew das Finale der ESL Pro League Season 18 sowie das Halbfinale in der IEM Katowice 2023, der ESL Pro League Season 17 und der IEM Rio 2023. Im Oktober, kurzzeitig nachdem die professionellen Turniere auf Counter-Strike 2 umgestellt wurden, kündigte er eine Pause an und wurde auf die Bank gesetzt. Von HLTV wurde er als siebtbester Spieler des Jahres ausgezeichnet.
Im Februar 2024 wurde eine kurzfristige Leihe zur saudi-arabischen Organisation Team Falcons bekannt gegeben.
Ende Juli 2025 verlässt er Natus Vincere und tritt BC.Game Esports bei.
Insgesamt wurde er von HLTV in 21 Turnieren zum besten Spieler des Turnieres ausgezeichnet, womit er die meisten MVP-Auszeichnungen erhalten hat. Im Jahr 2021 erzielte er davon alleine acht Auszeichnungen, welches ebenfalls ein Rekord ist.

## Erfolge (Auszug)
Dies ist ein Ausschnitt der Erfolge von Oleksandr „s1mple“ Kostyljew. Da Counter-Strike in Wettkämpfen stets in Fünfer-Teams gespielt wird, beträgt das persönliche Preisgeld ein Fünftel des gewonnenen Gesamtpreisgeldes des Teams.
| Jahr                             | Platz                            | Turnier                                                  | Team                             | Persönliches Preisgeld           |
| Counter Strike: Global Offensive | Counter Strike: Global Offensive | Counter Strike: Global Offensive                         | Counter Strike: Global Offensive | Counter Strike: Global Offensive |
| -------------------------------- | -------------------------------- | -------------------------------------------------------- | -------------------------------- | -------------------------------- |
| 2014                             | 3.–4.                            | Game Show League Season 1                                | HellRaisers                      | 01.000 $                         |
| 2015                             | 3.–4.                            | StarLadder StarSeries XIII                               | FlipSid3 Tactics                 | 01.100 $                         |
| 2015                             | 3.–4.                            | Electronic Sports World Cup 2015                         | FlipSid3 Tactics                 | 01.600 $                         |
| 2015                             | 2.                               | CS:GO Champions League Season 2                          | HellRaisers                      | 02.500 $                         |
| 2016                             | 3.–4.                            | MLG Major Championship: Columbus 2016                    | Team Liquid                      | 014.000 $                        |
| 2016                             | 2.                               | ESL One Cologne 2016                                     | Team Liquid                      | 030.000 $                        |
| 2016                             | 1.                               | ESL One New York 2016                                    | Natus Vincere                    | 025.000 $                        |
| 2016                             | 3.–4.                            | Epicenter 2016                                           | Natus Vincere                    | 08.000 $                         |
| 2017                             | 3.–4.                            | DreamHack Open Winter 2017                               | Natus Vincere                    | 04.000 $                         |
| 2017                             | 1.                               | DreamHack Open Winter 2017                               | Natus Vincere                    | 010.000 $                        |
| 2017                             | 1.                               | WESG 2017 Europe Finals                                  | Team Ukraine                     | 08.000 $                         |
| 2018                             | 3.–4.                            | Eleague Major: Boston 2018                               | Natus Vincere                    | 014.000 $                        |
| 2018                             | 2.                               | Star Ladder & i-League StarSeries Season 4               | Natus Vincere                    | 010.000 $                        |
| 2018                             | 2.                               | DreamHack Masters Marseille 2018                         | Natus Vincere                    | 010.000 $                        |
| 2018                             | 3.–4.                            | ESL Pro League Season 7 - Finals                         | Natus Vincere                    | 011.000 $                        |
| 2018                             | 1.                               | StarSeries i-League StarSeries & i-League CS:GO Season 5 | Natus Vincere                    | 025.000 $                        |
| 2018                             | 1.                               | CS:GO Asia Championships 2018                            | Natus Vincere                    | 030.000 $                        |
| 2018                             | 1.                               | ESL One Cologne 2018                                     | Natus Vincere                    | 025.000 $                        |
| 2018                             | 3.–4.                            | Eleague CS:GO Premier 2018                               | Natus Vincere                    | 016.000 $                        |
| 2018                             | 2.                               | Faceit Major: London 2018                                | Natus Vincere                    | 030.000 $                        |
| 2018                             | 2.                               | Epicenter 2018                                           | Natus Vincere                    | 015.000 $                        |
| 2018                             | 1.                               | Blast Pro Series: Copenhagen 2018                        | Natus Vincere                    | 025.000 $                        |
| 2018                             | 2.                               | Blast Pro Series: Lisbon 2018                            | Natus Vincere                    | 010.000 $                        |
| 2019                             | 2.                               | GG.Bet Ice Challenge 2019                                | Natus Vincere                    | 02.000 $                         |
| 2019                             | 3.–4.                            | IEM Major: Katowice 2019                                 | Natus Vincere                    | 014.000 $                        |
| 2019                             | 1.                               | StarSeries & i-League CS:GO Season 7                     | Natus Vincere                    | 050.000 $                        |
| 2019                             | 3.–4.                            | ESL One ESL One: Cologne 2019                            | Natus Vincere                    | 04.400 $                         |
| 2019                             | 1.                               | DreamHack Masters Malmö 2019                             | Natus Vincere                    | 04.400 $                         |
| 2019                             | 1.                               | OMEN Challenge 2019                                      |                                  | 030.000 $                        |
| 2019                             | 3.                               | Blast Pro Series: Copenhagen 2019                        | Natus Vincere                    | 05.000 $                         |
| 2019                             | 3.–4.                            | ESL Pro League Season 10: Finals                         | Natus Vincere                    | 08.000 $                         |
| 2020                             | 2.                               | ICE Challenge 2020                                       | Natus Vincere                    | 010.000 $                        |
| 2020                             | 1.–3.                            | BLAST Premier: Spring 2020 Regular Season                | Natus Vincere                    | 010.000 $                        |
| 2020                             | 1.                               | IEM Season XIV - World Championship                      | Natus Vincere                    | 050.000 $                        |
| 2020                             | 2.                               | ESL Pro League Season 12: Europe                         | Natus Vincere                    | 010.800 $                        |
| 2020                             | 2.                               | IEM XV - Beijing Online: Europe                          | Natus Vincere                    | 06.000 $                         |
| 2020                             | 3.–4.                            | IEM Season XV - Global Challenge                         | Natus Vincere                    | 08.333 $                         |
| 2021                             | 1.                               | BLAST Premier Global 2020                                | Natus Vincere                    | 100.000 $                        |
| 2021                             | 1.                               | ESL Pro League Season 14                                 | Natus Vincere                    | 039.000 $                        |
| 2021                             | 1.                               | Intel Grand Slam Season 3                                | Natus Vincere                    | 200.000 $                        |
| 2021                             | 1.                               | PGL Major: Stockholm 2021                                | Natus Vincere                    | 200.000 $                        |
| 2021                             | 1.                               | Blast Premier: Fall Finals 2021                          | Natus Vincere                    | 045.000 $                        |
| 2021                             | 1.                               | Blast Premier: World Final 2021                          | Natus Vincere                    | 100.000 $                        |
| 2022                             | 2.                               | PGL Major Antwerp 2022                                   | Natus Vincere                    | 030.000 $                        |
| 2022                             | 1.                               | Blast Premier: Spring Finals 2022                        | Natus Vincere                    | 040.000 $                        |
| 2022                             | 2.                               | IEM Cologne 2022                                         | Natus Vincere                    | 036.000 $                        |
| 2023                             | 2.                               | IEM Katowice 2023                                        | Natus Vincere                    | 016.000 $                        |
| 2023                             | 3.–4.                            | ESL Pro League Season 17                                 | Natus Vincere                    | 010.000 $                        |
| 2023                             | 3.–4.                            | IEM Rio 2023                                             | Natus Vincere                    | 04.000 $                         |
| 2023                             | 2.                               | ESL Pro League Season 18                                 | Natus Vincere                    | 018.000 $                        |

## Auszeichnungen
- 2016: Platz 4 der HLTV.org Bestenliste[13]
- 2017: Platz 8 der HLTV.org Bestenliste[14]
- 2018: Platz 1 der HLTV.org Bestenliste[15]
- 2019: Platz 2 der HLTV.org Bestenliste[16]
- 2020: Platz 2 der HLTV.org Bestenliste[17]
- 2021: Platz 1 der HLTV.org Bestenliste[18]
- 2022: Platz 1 der HLTV.org Bestenliste[21]
- 2023: Platz 7 der HLTV.org Bestenliste[23]